# یواس‌اس ونسدر (اس‌پی-۶۶۹)
یواس‌اس ونسدر (اس‌پی-۶۶۹) (به انگلیسی: USS Vencedor (SP-669)) یک کشتی بود که طول آن ۹۰ فوت (۲۷ متر) بود. این کشتی در سال ۱۹۰۹ ساخته شد.